# Zapora wodna Šance

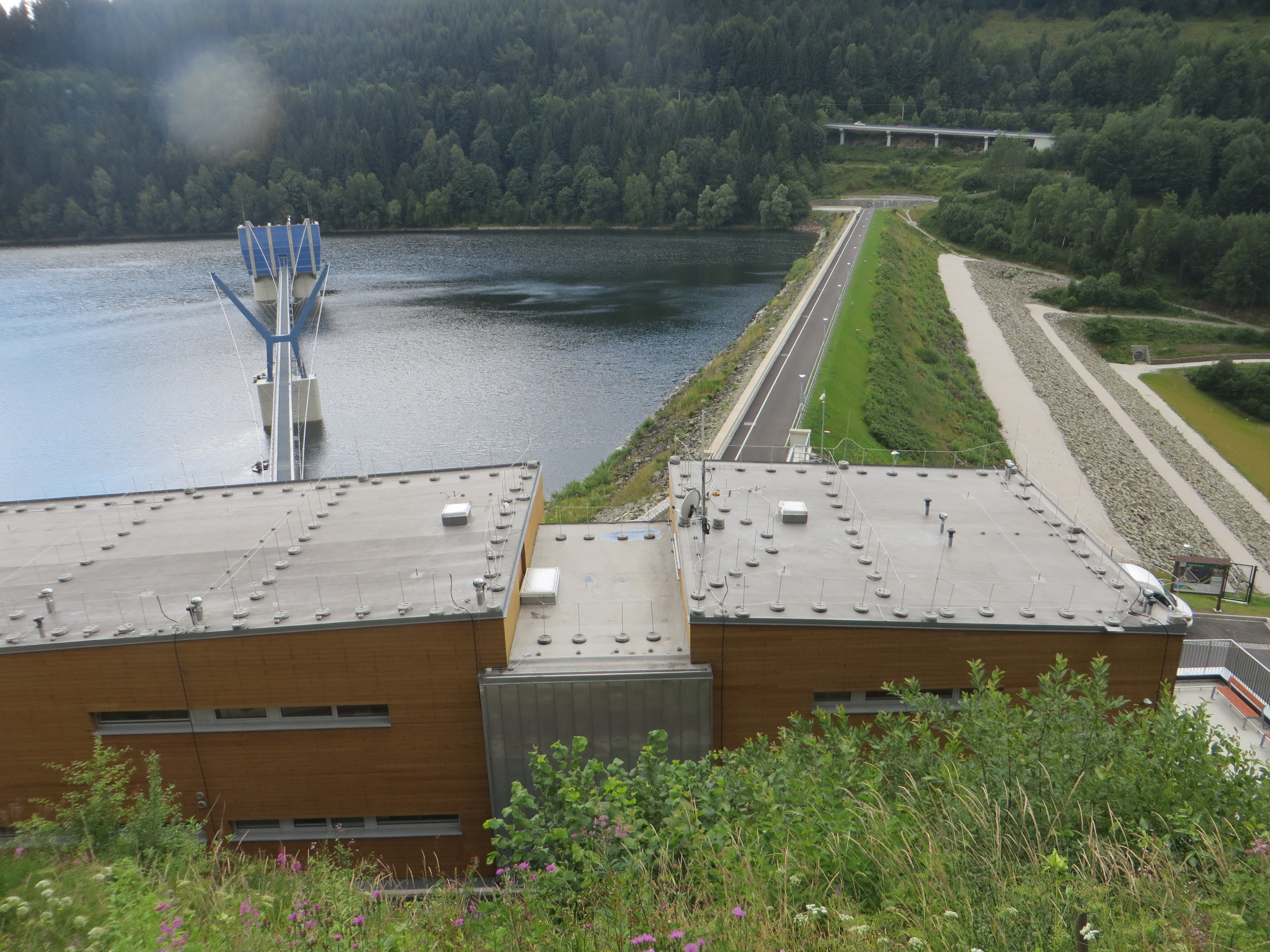
Zapora wodna Šance

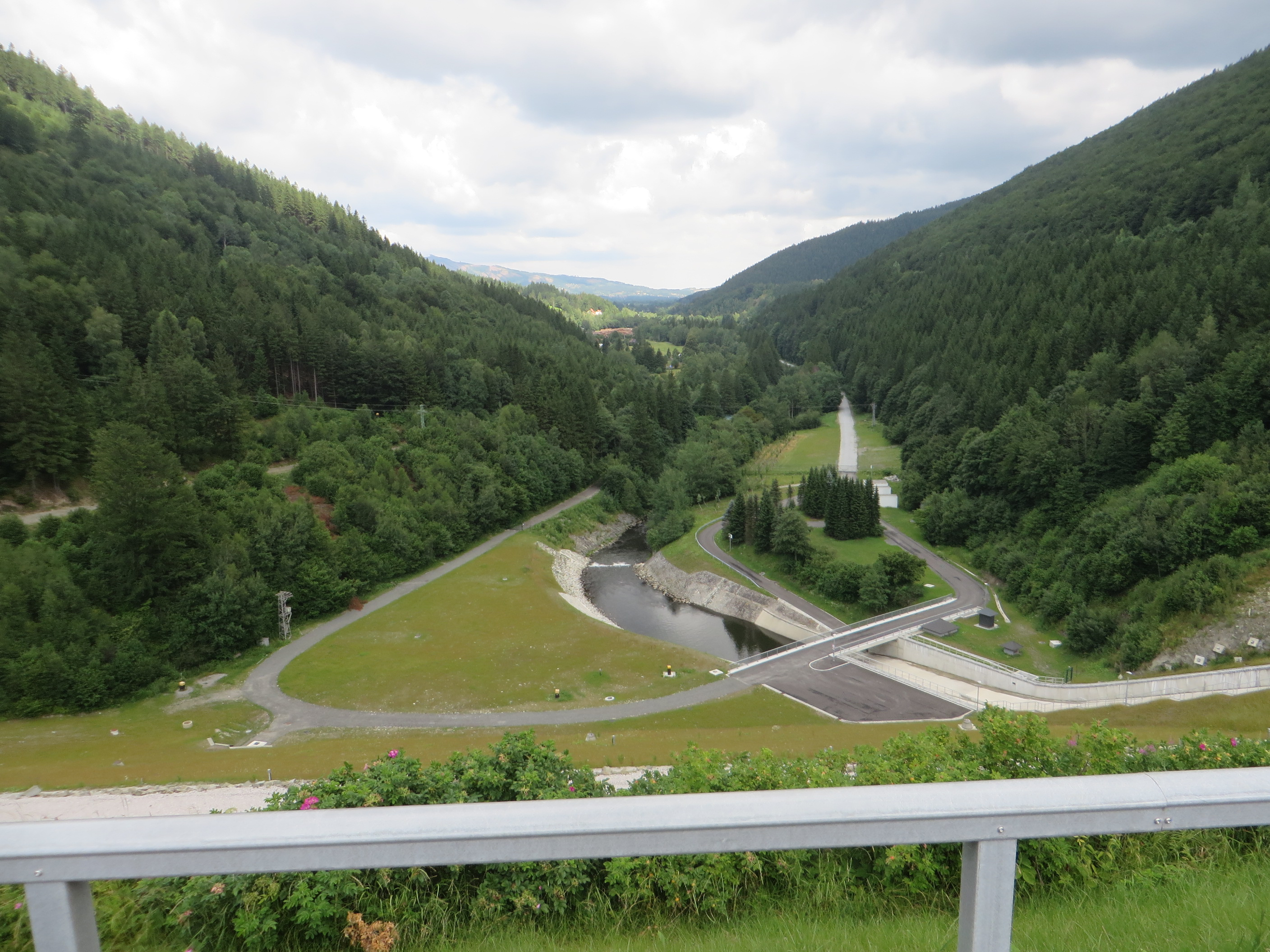
Zapora Šance - kanał spustowy Ostrawicy

Zapora wodna Šance (czes. Vodní přehrada Šance) – zapora wodna na rzece Ostrawica we wschodnich Czechach. Dzięki jej budowie powstał zbiornik Šance.

## Położenie
Zapora znajduje się ok. 25 km na południe od Frydka-Mistka. Przegradza głęboką, wąską dolinę Ostrawicy w Beskidzie Morawsko-Śląskim, ograniczoną od wschodu pasmem Łysej Góry, a od zachodu ramieniem Smreka. Jej nazwa pochodzi od nazwy wzniesienia Šance (576 m n.p.m.), wyrastającego z zachodniego (lewego) zbocza doliny ok. 600 m powyżej lewego przyczółka zapory, ta zaś nawiązuje do XVI- lub XVII-wiecznych szańców obronnych, budowanych tu w obawie przed najazdami od strony Węgier.

## Historia
Pierwsze plany budowy zapory i zbiornika retencyjnego na Ostrawicy pojawiły się już na początku XX w. w związku z powodziami, jakie wówczas nawiedziły ten rejon. Ostatecznie decyzja o budowie zapadła w 1957 r. Budowę zapory rozpoczęto w roku 1964, ukończono w 1969. Przed rozpoczęciem prac został rozebrany biegnący doliną odcinek linii kolejowej z Ostrawicy do Bílé - ostatni pociąg przejechał nią w dniu 11 stycznia 1965 r. Pod wodami przyszłego zbiornika znalazły się cztery stacje, a komunikacja kolejowa na tym odcinku nie została już odtworzona. Droga nr 56 z Frydka-Mistka przez miejscowości Ostrawica i Bílá na przełęcz Hlavatá (715 m n.p.m.) została przełożona na zachodni stok doliny. Wodami powstałego zbiornika Šance została zalana większa część dawnej wsi Stare Hamry, której mieszkańców przesiedlono.
Według pierwotnych założeń zapora miała przepuścić bez uszkodzeń wodę stuletnią i wytrzymać wodę tysiącletnią. Po powodziach w 2010 roku władze podjęły decyzję o jej przebudowie tak, aby mogła bezpiecznie przepuścić wodę tysiącletnią wodę i wytrzymać wodę dziesięciotysiącletnią. Podczas trwającej trzy lata przebudowy m.in. powiększono upusty i wykonano nowy pomost do wieży ujęcia wody. W lewym przyczółku wykonano nową sztolnię odwadniającą, a odpowietrzną ścianę zapory obsypano do dwóch trzecich wysokości dodatkowym nasypem skalnym, aby zapobiec ewentualnemu jej zsunięciu się do doliny. W latach 2015–2018 wykonano nowy system odwodnień na lewym stoku doliny ponad zaporą.
W czerwcu 2019 r. w nowym budynku operacyjnym zapory otwarto Centrum informacyjne Šance.

## Charakterystyka techniczna
Zapora ciężka, ziemna, ze spadzistym rdzeniem z gliny i z warstwą filtru piaskowego, z obustronnym nasypem kamiennym. Fundament zapory uszczelniony jest jednorzędową przegrodą iniekcyjną do głębokości 70 m. Zapora ma 65 m wysokości i 342 m długości w koronie - w momencie budowy była największym tego typu obiektem w kraju. Jej objętość wynosi 1 340 000 m³. Korona zapory znajduje się na wysokości 508,1 m n.p.m. Konstrukcja urządzeń upustowych zapewnia gwarantowany przepływ poniżej zapory na poziomie 2,3 m³/s.
Pobór wody do celów komunalnych w ilości 2,2 m³/s (stacja uzdatniania znajduje się we Frydlancie – Nowej Wsi).